# Sami meridional
El sami meridional és la llengua sami trobada més al sud-oest de la península escandinava. Aquesta llengua es troba seriosament en perill de desaparèixer; els seus últims baluards són les municipalitats de Snåsa i Hattfjelldal a Noruega. Existeixen al voltant de 2.000 persones considerades ètnicament com samis meridionals a Noruega i Suècia, però només al voltant de 500 d'ells poden parlar la seva llengua fluidament.
És una de les vuit llengües sami que tenen una llengua escrita oficial, no obstant això, molt pocs llibres han estat publicats per a l'idioma, un dels quals és un diccionari sami meridional-noruec. Segons la base de dades de les biblioteques sueques LIBRIS la dècada 2010-2019 s'han publicat més de 200 llibres en sami meridional.

## Escriptura
Aquest idioma usa l'alfabet llatí amb algunes variacions: A/a, B/b, D/d, I/i, F/f, G/g, H/h, I/*i, (Ï/ï), J/j, K/k, L/l, M/m, N/n, O/o, P/p, R/r, S/s, T/t, O/o, V/v, I/i, Æ/æ, Ø/ø, Å/å.
| A | B | D | E | F | G | H | I | Ï | J | K | L | M | N | O | P | R | S | T | U | V | Y | Æ | Ø | Å |
| a | b | d | e | f | g | h | i | ï | j | k | l | m | n | o | p | r | s | t | u | v | y | æ | ø | å |

Ä/ä és una variant de Æ/æ, Ö/ö és una variant de Ø/ø. Les variants Ä/ä, Ö/ö són usades a Suècia, Æ/æ, Ø/ø a Noruega, d'acord amb l'ús en suec i noruec. La Ï/ï representa altra versió d'I/i; molts textos no distingeixen entre les dues. C/c, Q/q, W/w, X/x, Z/z són usades en paraules d'origen estranger.

## Gramàtica
Una característica típica del sami meridional és la d'alternar les vocals d'una síl·laba tònica a través d'un umlaut en la declinació i conjugació de les paraules. Sovint existeixen fins a tres vocals diferents que s'alternen en el paradigma d'una paraula, per exemple:
- ae ~ aa ~ ee: vaedtsedh 'caminar': vaadtsam '(jo) camino': veedtsim '(jo) vaig caminar'
- ue ~ ua ~ øø: vuelkedh 'sortir': vualkam '(jo) surto': vøølkim'(jo) vaig sortir'

D'altra banda, el sami meridional és l'única llengua sami que no té matisos o gradació consonàntica. Per aquest motiu les consonants enmig de les paraules mai s'alteren, mentre que tals alteracions són freqüents en altres llengües sami. Un exemple d'això és, en sami meridional, la paraula nomme (nom) i nommesne (en el nom); comparat amb el sami septentrional namma, namas.
Aquest idioma posseïx vuit casos: nominatiu, genitiu, acusatiu, inessiu, elatiu, il·latiu, comitatiu i essiu. És una de les llengües samis que encara distingeixen entre l'acusatiu i el genitiu morfològicament. Igual que en la resta de les llengües uralianes no hi ha gènere gramatical. Els adjectius es declinen només en posició predicativa, i també tenen formes comparativa i superlativa. La següent taula conté els substantius baakoe 'mot' i gaamege 'sabata', i l'adjectiu tjaebpie 'bonic/a' en temps singular i plural.
| Casus     | singular | plural        | singular    | plural        | singular   | plural        |
| --------- | -------- | ------------- | ----------- | ------------- | ---------- | ------------- |
| nominatiu | baakoe   | baakoeh       | gaamege     | gaamegh       | tjaebpie   | tjaebpieh     |
| genitiu   | baakoen  | baakoej       | gaamegen    | gaamegi       | tjaebpien  | tjeebpi       |
| acusatiu  | baakoem  | baakojde      | gaamegem    | gaamegidie    | tjaebpiem  | tjeebpide     |
| il·latiu  | bååkese  | baakojde      | gaamegasse  | gaamegidie    | tjaabpan   | tjeebpide     |
| inessiu   | baakosne | baakojne      | gaamegisnie | gaameginie    | tjaebpesne | tjeebpine     |
| elatiu    | baakoste | baakojste     | gaamegistie | gaamegijstie  | tjaebpeste | tjeebpijste   |
| comitatiu | baakojne | baakoejgujmie | gaameginie  | gaamegigujmie | tjeebpine  | tjeebpigujmie |
| essiu     | baakojne | -             | gaameginie  | -             | tjeebpine  | -             |

Els verbs són conjugats en primera, segona i tercera persona, en tres nombres gramaticals: singular, dual i plural, en temps (passat i no passat), i en mode (indicatiu i imperatiu).
La següent taula conté els verbs båetedh 'venir' i soptsestidh 'parlar' en present (indicatiu).
| Persona               | båetedh     | soptsestidh   |
| --------------------- | ----------- | ------------- |
| 1a persona (singular) | båatam      | soptsestem    |
| 2a persona (singular) | båatah      | soptsesth     |
| 3a persona (singular) | båata       | soptseste     |
| 1a persona (dual)     | båetien     | soptsestien   |
| 2a persona (dual)     | båeteden    | soptsestidien |
| 3a persona (dual)     | båetiejægan | soptsestægan  |
| 1a persona (plural)   | båetebe     | soptsestibie  |
| 2a persona (plural)   | båetede     | soptsestidie  |
| 3a persona (plural)   | båetieh     | soptsestieh   |

Una característica de la llengua és l'existència del verb negatiu auxiliar igual que en les altres llengües sami, el finès i l'estonià. En sami meridional el verb negatiu ij és conjugat i es combina amb el verb propi, el qual es presenta en una forma que no es conjuga. En els següents exemples ij, idjimen, i aellede son formes conjugades del verb negatiu, i båetieh és la forma connegativa del verb båetedh 'venir', que no canvia:
- Ij Aanta båetieh. 'Aanta no ve'
- Idtjimen månnoeh båetieh. 'Nosaltres dos no vinguérem'.
- Aellede båetieh! 'No vingueu!'

## Sintaxi[4][5]
El sami meridional és una llengua SOV (subjecte-objecte-verb). Això la diferència d'altres llengües sami com el sami septentrional que és una llengua SVO. L'ordre subjecte-objecte-verb no és rígid i pot canviar. Quan l'objecte és massa llarg es pot posicionar al final de l'oració. Quan es vol accentuar un element de l'oració que no és el subjecte, es posa a l'inici de l'oració, per exemple:
- Gaelhvies lij gïrje. 'Freda fou la primavera.'

Tant el subjecte com l'objecte es poden ometre quan es dedueixen pel context, per exemple:
- (Datne) gærjah lohkh. '(Tu) llibres llegeixes.'
- Aanta (dah) öösti. 'Aanta (els/les) comprà.'

El verb lea (ésser) també s'omet habitualment, per exemple.
- Mov nomme (lea) Aanta. 'El meu nom (és) Aanta'.